# Crkva sv. Duha u Hvaru
Crkva sv. Duha u Hvaru, zaštićeno kulturno dobro

## Opis dobra
Crkva sv. Duha izgrađena je krajem 15. stoljeća. Nalazi se unutar zidina grada Hvara. Tlocrt crkve je pravokutan s polukružnom apsidom. Krov crkve je dvostrešan danas prekriven kupom, iako je izvorno bio pokriven kamenim pločama. Ovo je lijep primjer gotičke arhitekture koja i u svojoj unutrašnjosti čuva izvorne gotičke elemente ( ogradica svetišta, umivaonik u sakristiji itd.) te Padovanovu sliku sv. Ambroz i sv. Nikola. Proširenjem zaštite na k. č. zgr. 136/2 (zk. ul. 2597), k. o. Hvar u zaštitu je uključena i gotička kuća sagrađena jugoistočno od crkve, u kojoj se smješta sakristija i pohranjuje crkveni inventar, a služi i kao prostor u kojemu djeluje bratovština sv. Duha.

## Zaštita
Pod oznakom Z-5037 zavedena je kao nepokretno kulturno dobro - pojedinačno, pravna statusa zaštićena kulturnog dobra, klasificirano kao "sakralna graditeljska baština".